# Тортолеро, Эдсон
Эдсон Архенис Тортолеро Рома́н (исп. Edson Argenis Tortolero Román; 27 августа 1971, Каракас) — венесуэльский футболист, полузащитник, футбольный тренер. Выступал за сборную Венесуэлы.

## Биография

### Клубная карьера
Начал выступать на взрослом уровне в 18-летнем возрасте в составе клуба «Минервен», играл за команду с перерывами около десяти лет. В сезоне 1995/96 со своей командой стал чемпионом Венесуэлы. После окончательного ухода из «Минервена» в конце 1990-х годов, сменил около десяти клубов в Венесуэле. В сезоне 1999/00 стал чемпионом страны в составе «Депортиво Тачира». Также выступал в 2000—2001 годах во втором дивизионе Мексики за «Керетаро».

### Карьера в сборной
Дебютный матч в составе сборной Венесуэлы сыграл 23 января 1993 года против Перу. В 1993—2000 году был регулярным игроком национальной команды, затем несколько лет не вызывался в неё. Прощальный матч за сборную после шестилетнего перерыва сыграл 16 августа 2006 года против Гондураса и в нём уже на 11-й минуте был заменён.
В составе сборной был участником двух розыгрышей Кубков Америки — в 1995 (2 матча) и 1999 (2 матча) годах. В 1999 году стал автором гола в свои ворота в игре против Чили (0:3).
Всего за национальную команду сыграл 39 матчей и забил три гола. Два из трёх своих голов забил с пенальти.

#### Голы за сборную
| #  | Дата         | Стадион                                 | Соперник | Счёт | Результат | Турнир                    |
| -- | ------------ | --------------------------------------- | -------- | ---- | --------- | ------------------------- |
| 1. | 7 июля 1996  | Эрнандо Силес, Ла-Пас, Боливия          | Боливия  | 1-3  | 1-6       | Отборочный турнир ЧМ-1998 |
| 2. | 20 июня 1999 | Валенсия, Венесуэла                     | Перу     |      | 3-0       | Товарищеский матч         |
| 3. | 28 июня 2000 | Пуэбло-Нуэво, Сан-Кристобаль, Венесуэла | Боливия  | 4-2  | 4-2       | Отборочный турнир ЧМ-2002 |

### Тренерская карьера
В марте 2012 года был назначен тренером клуба «Туканес де Амасонес», стал четвёртым наставником клуба за сезон, но не смог спасти команду от вылета из высшего дивизиона.
В ноябре 2016 года стал тренером панамского клуба «Депортиво Сентенарио».

## Достижения
- Чемпион Венесуэлы: 1995/96, 1999/00

## Личная жизнь
Сын, Эдсон Тортолеро-младший (род. 1998) — тоже профессиональный футболист.